# Krajowa Armia Podziemna
Krajowa Armia Podziemna (KAP) – polska antykomunistyczna podziemna organizacja działająca w okresie od października 1949 do stycznia 1952. Jej siedziba znajdowała się w Szybowicach.
Krajowa Armia Podziemna prowadziła działalność na głównie terenie powiatów prudnickiego i nyskiego, choć niektóre akcje miały miejsce na terenie województw wrocławskiego i olsztyńskiego.

## Historia

### Założenie organizacji
Pomysłodawcą Krajowej Armii Podziemnej był Tomasz Gołąb, członek Zrzeszenia Wolność i Niezawisłość. W październiku 1949 roku wraz z żoną odwiedził jej kuzyna Stanisława Stojanowskiego, mieszkającego w Białej. Nakłonił go do założenia tajnej organizacji o charakterze wojskowym, do której należałoby zwerbować repatriantów z Kresów Wschodnich. Jej celem miała być dywersja na tyłach Ludowego Wojska Polskiego, podczas spodziewanej III wojny światowej. W listopadzie 1949, Stojanowski będąc na weselu w Lubrzy zaproponował wstąpienie do organizacji swojemu kuzynowi, Emilowi Stojanowskiemu z Szybowic.

### Działalność
W marcu 1950 roku organizacja liczyła 7 członków. Powstała wtedy również jej pierwsza nazwa – Wojsko Polskie pod dowództwem Krajowej Armii Podziemnej. Przewodniczącym zarządu grupy miał zostać Ludwik Bartmanowicz, zdemobilizowany porucznik Wojska Polskiego, jednak odmówił. Władysław Biernat zlecił jego zamordowanie, by uniknąć zdradzenia przez niego organizacji. Następnie wydał rozkaz zabicia Jana Walaska, oficera śledczego Powiatowego Urzędu Bezpieczeństwa Publicznego w Prudniku.
W 1951 z inicjatywy Hieronima Bednarskiego dokonano napadu na posterunek Milicji Obywatelskiej w innym województwie w celu zdobycia broni i oryginalnych legitymacji milicyjnych. 4 maja 1951 przeprowadzono zbrojny napad na Spółdzielnię „Samopomoc Chłopska” w Lipowej. 21 maja 1951 dokonano napadu na członka PZPR Józefa Chudego. Chudy został pobity we własnym domu, przy okazji zrabowano pewną kwotę pieniędzy, zegarki, biżuterię i inne przedmioty. 25 lipca 1951 dokonano napadu na Spółdzielnię Spożywców w Charbielinie. Wartość łupu wynosiła około 30000 zł.

### Aresztowanie i proces
Pierwszą informacją o istnieniu antykomunistycznej organizacji w Szybowicach była notatka służbowa funkcjonariusza PUBP w Prudniku Józefa Plebana sporządzona 27 stycznia 1950 roku. Stwierdził w niej, że Hieronim Bednarski poinformował o jej istnieniu sekretarza komitetu gminnego PZPR w Moszczance. Bednarski został później aktywnym członkiem Krajowej Armii Podziemnej.
Od stycznia do marca 1952 przeprowadzono falę aresztować członków KAP. Ich proces trwał od kwietnia 1952 do lutego 1953. Wielu członków konspiracji zostało skazanych na wysokie wyroki więzienia, a Hieronima Bednarskiego i Władysława Biernata skazano na karę śmierci.

## Członkowie
Członkami Krajowej Armii Podziemnej byli:
- Stanisław Stojanowski ps. „Ogień”, zam. w Białej
- Emil Stojanowski ps. „Kościuszko”, zam. w Szybowicach
- Józef Zając ps. „Lew”, zam. w Szybowicach
- Jan Krech ps. „Motyl”, „Klon”, zam. w Szybowicach
- Władysław Biernat vel Bernaski ps. „Pantera”, zam. w Prudniku
- Hieronim Bednarski ps. „Nawrócony”, zam. w Szybowicach
- Jan Kuszła, zam. w Szybowicach
- Antoni Rzucidło, ps. „Szkop”, zam. w Szybowicach
- Marian Marciniec, zam. w Prudniku, ul. Grunwaldzka 92
- Piotr Lipniarski, zam. w Prudniku
- Stanisław Kołodziej, zam. w Szybowicach
- Tadeusz Nosko ps. „Dąb”, zam. w Szybowicach
- Władysław Zieniuk, zam. w Mieszkowicach
- Jan Mazur ps. „Jawor”, zam. w Szybowicach
- Piotr Dawiskiba, zam. w Szybowicach
- Tadeusz Krupa ps. „Wilk”, zam. w Ząbkowicach Śląskich
- Ludwik Bartmanowicz ps. „Olcha”, zam. w Szybowicach

Do organizacji mieli należeć również Władysław Cybulka z Szybowic i Rudolf Twardysko z Prudnika, jednak brak materiałów na potwierdzenie tego. Ponadto organizacja była wspomagana przez wielu innych ludzi, w tym osób mieszkających na terenie Czechosłowacji.